# Emmanuel Sowah Adjei
Emmanuel Sowah Adjei (16 de janeiro de 1998) é um futebolista profissional ganês que atua como defensor.

## Carreira
Emmanuel Sowah Adjei começou a carreira no Dreams FC de Gana, sendo emprestado ao Anderlecht em 2016.